# Wilcox megye (Alabama)
Wilcox megye az Amerikai Egyesült Államokban, azon belül Alabama államban található. Az állam délnyugati részén található Wilcox megyében található az országos hírű Gee's Bend Quilting Collective és a Freedom Quilting Bee . A Wilcox megyei Pine Apple Kenneth R. Giddens (1908-1993) szülőhelye és gyerekkori otthona volt , aki több tévé- és rádióállomást alapított Mobile- ban, mielőtt a Voice of America leghosszabb ideig működő igazgatója lett (1969-1977). A megyét egy választott hattagú bizottság irányítja. Megyeszékhelye és legnagyobb városa Camden. Lakosainak száma 10 600 fő (2020. április 1.). Wilcox megye Dallas, Butler, Lowndes, Monroe, Clarke és Marengo megyékkel határos.

## Története
Wilcox megyét Alabama Területi Törvényhozó testülete 1819. december 13-án hozta létre . A megyét Dallas és Monroe megyék egyes részeiből hozták létre , amelyek viszont az Egyesült Államok által az 1814-es Fort Jackson-i Szerződésben megszerzett Creek indián területekből jöttek létre . A legtöbb legkorábbi telepes Georgiából, a Carolinasból és Tennessee-ből érkezett. Wilcox megyét Joseph M. Wilcox hadnagyról nevezték el, egy connecticuti katonatisztről, aki az 1813–1414-es creeki háborúban harcolt és meghalt . Wilcox megye első városai Pine Hill , Pine Apple, Oak Hill és Camden (korábbi nevén Barboursville) voltak.
Az első megyeszékhely Canton Bendben volt az Alabama folyó mellett , néhány mérföldre nyugatra a mai Camdentől. Az első bíróság egy kétszintes faépület volt, amely már nem létezik. 1833-ban a megyeszékhelyet Canton Bendből Barboursville-be helyezték át, amelyet Philip B. Barbour virginiai szenátorról neveztek el. Egy kétszintes faépület szolgált a megyei bíróság épületéül. John D. Caldwell orvos később Barboursville-t Camdennek nevezte át szülővárosa, a dél-karolinai Camden tiszteletére. Az 1841-ben bejegyzett Camden az 1850-es évekre kereskedelmi és politikai központtá vált. 1857-ben az első camdeni bírósági épületet lebontották, és a helyére egy új, görög ébredési stilusú törvényszéket építettek. A polgárháború után a Wilcox megyei bíróság épületét Enoch Hooper Cook, a helyi konföderációs veterán tiszteletére szentelték fel, akinek hat fia halt meg a háború alatt. A törvényszék ma is működik.

## Népesség
A 2020-as népszámlálási becslések szerint Wilcox megye lakossága 10 552 volt. A válaszadók 70,3 százaléka afroamerikainak, 27,2 százaléka fehérnek, 2,4 százaléka két vagy több rasszúnak, 0,5 százaléka spanyolajkúnak és 0,1 százaléka amerikai indiánnak vallotta magát. Camden megyeszékhely Wilcox legnagyobb városa, lakossága 2045 fő. A Pine Hill és a Yellow Bluff az egyetlen jelentős népesedési központ. A háztartások medián jövedelme 35 063 dollár volt, szemben az állam egészére vonatkozó 52 035 dollárral, az egy főre jutó jövedelem pedig 19 031 dollár volt, szemben az állam egészének 28 934 dollárjával.
A megye népességének változása:
| Lakosok száma | 11 582 | 11 490 | 11 406 | 11 307 | 11 059 | 10 600 |
|               | 2010   | 2011   | 2012   | 2013   | 2015   | 2020   |

## Gazdaság
Alabama nagy részéhez hasonlóan Wilcox megyében is a mezőgazdaság volt az uralkodó foglalkozása egészen a huszadik századig. A fekete öv részeként a pamut volt Wilcox megye fő mezőgazdasági terméke a 19. században. Az Alabama folyón több mint 50 hajós flottájával Wilcox megye fontos közlekedési helyszín is volt. A lapátkerekes gőzhajók gyapotot és más mezőgazdasági termékeket, valamint utasokat vittek fel és le az Alabama folyón. A huszadik század elejére és közepére a gazdálkodók kukoricára, édesburgonyára és állattenyésztésre váltottak. Wilcox megye jelentős gazdasági lendületet kapott az 1930-as években, amikor elkészült az Alabama folyón átívelő T. Lee Long híd, ami hatékonyabbá tette a közlekedést. Amikor az 1960-as években elkészült a Millers Ferry Lock and Dam, az így létrejött vízenergia lehetővé tette a megye nagy iparágainak növekedését, például a MacMillan Bloedel papírgyárat (jelenleg az International Paper tulajdona) Pine Hillben. Ma Wilcox megye fő termékei és iparágai a fa köré összpontosulnak . Bár Wilcox megye megpróbált egy iparosodottabb gazdaság felé haladni, ezt lassan és korlátozott sikerrel tette. A megye továbbra is nagyrészt vidéki és mezőgazdasági jellegű.

## Foglalkoztatás
A 2020-as népszámlálási becslések szerint Wilcox megyében a munkaerő a következő ipari kategóriák között oszlik meg:
- Feldolgozóipar (22,5 százalék)
- Oktatási szolgáltatások, valamint egészségügyi és szociális segélyek (20,6 százalék)
- Kiskereskedelem (9,9 százalék)
- Építőipar (8,3 százalék)
- Művészetek, szórakoztatás, rekreáció, valamint szállás- és étkezési szolgáltatások (7,4 százalék)
- Közigazgatás (7,3 százalék)
- Mezőgazdaság, erdőgazdálkodás, halászat és vadászat , valamint kitermelő (5,9 százalék)
- Egyéb szolgáltatások, kivéve a közigazgatást (5,7 százalék)
- Szállítás és raktározás, valamint közművek (5,5 százalék)
- Szakmai, tudományos, gazdálkodási, valamint adminisztratív és hulladékgazdálkodási szolgáltatások (4,2 százalék)
- Pénzügy és biztosítás, valamint ingatlan, bérbeadás és lízing (2,0 százalék)
- nagykereskedelem (0,5 százalék)
- Információ (0,2 százalék)

## Oktatás
A Wilcox megyei iskolarendszer 10 általános és középiskolát felügyel.

## Földrajz
A 883 négyzetmérföldes Wilcox megye Alabama Fekete Övéhez tartozik, és az állam délnyugati részén fekszik. A megye a Coastal Plain fiziográfiai szakaszának része , és hullámzó prériekből és parti síkságokból áll. Az Alabama folyó és mellékfolyói mentén fenyvesek nőnek. Wilcox megye északkeleten Dallas megyével, keleten Lowndes és Butler megyével, délen Monroe megyével, délnyugaton Clarke megyével és északnyugaton Marengo megyével határos.
Az Alabama folyó és középső mellékfolyói Wilcox megyében folynak. Az Alabama folyó egyesíti Alabama keleti és nyugati folyóit. Az Alabama folyóban több mint 144 halfajt azonosítottak . A folyó gazdasági és rekreációs lehetőségeket is kínál Wilcox megye számára. A Roland Cooper State Park és a William Dannelly víztározó festői kilátást és kikapcsolódási lehetőséget is kínál. A park és a víztározó is az Alabama folyón található.
Bár Wilcox megyében nincsenek nagyobb államközi vagy állami autópályák, számos megyei út köti össze Wilcox megyét más területekkel. Az utak Camden városában találkoznak, a 48-as, 28-as és 21-es megyei utak Wilcox megyében futnak. Két repülőtér szolgálja ki Wilcox megyét: Camden Municipal Repülőtér Camdenben és Pine Hill Municipal Repülőtér Pine Hillben.

## Események és látnivalók
Számos kikapcsolódási lehetőség kínálkozik Wilcox megyébe látogatók számára. A Roland Cooper State Park az Alabama-folyó partján található, Camdentől hat mérföldre északra. A parkban egy kilenclyukú golfpálya, bérelhető kabinok és kempingezési lehetőség található. A park látogatói kirándulhatnak a számos ösvényen, és vadászhatnak olyan vadállatokra, mint a fehérfarkú szarvasok, a vadpulykák és a vaddisznók. Az Alabama folyón fekvő Dannelly-tó (más néven Millers Ferry Lake) az állam egyik legjobb basszus horgásztavaként ismert, és számos vízi sportban való részvétel lehetőségét kínálja a látogatóknak. Wilcox megye több mérföldnyi folyóparttal rendelkezik, mint bármely más dél-alabamai megyében, és számos festői kilátást és szabadtéri kikapcsolódási lehetőséget kínál. A Camden közelében található Bridgeport Beach úszásra, horgászatra, kerékpározásra és piknikezésre kínál lehetőséget.
Camden látogatói önálló gyalogtúrát tehetnek a városban és történelmi épületeiben és műemlékeiben. A camdeni Wilcox Női Intézetet 1847-1850-ben lányok bentlakásos iskolájaként szervezték meg. Amikor az intézet 1910-ben bezárt, az épületet a Wilcox megyei középiskola részeként használták egészen az 1960-as évekig. A Wilcox Történeti Társaság 1976-ban megkapta az okiratot, és most hivatalos székhelyeként használja az épületet. A Dale szabadkőműves páholy (eredetileg Dale Townban található) 1827-ben épült, és az 1840-es években Camdenbe költöztek. Az uniós csapatok tábort vertek a páholyban, miközben 1865-ben áthaladtak Camdenen. Az 1849-ben épült Camden Associate Reformed Presbyterian Church az egyetlen antebellum templom Camdenben. A Camdenbe látogatók meglátogathatják a Konföderációs Emlékszobrot, a Camden temetőt és a Wilcox megyei bíróság épületét is.
Az elmúlt évtizedekben Gee's Bend kicsi, vidéki közössége nagy figyelmet kapott. Az Alabama folyó kanyarulatába fészkelt Gee's Bend egykor Joseph Gee és Mark Pettway tulajdonában lévő nagy gyapotültetvények helyszíne volt. A polgárháború után a felszabadult emberek felvették a Pettway nevet, a Pettway család bérlői lettek , és közösséget alapítottak, amely egészen az 1930-as évekig teljesen elszigetelt maradt. A Gee's Bend női jellegzetes, kifinomult foltvarrás stílust alakítottak ki, amelyet legalább hat generáción át adnak tovább a mai napig. 2002-ben a houstoni Szépművészeti Múzeum 70 Gee's Bend paplanból álló kiállítást mutatott be. A kiállításhoz két kísérőkönyv is megjelent. A kiállítás sok dicséretet kapott, és azóta bejárta az Egyesült Államokat. 2003-ban a Gee's Bend élő foltvarrói megalapították a Gee's Bend Quilters Collective-t, hogy eladják és forgalmazzák paplanjaikat. A városba látogatók az újonnan megnyílt Gee's Bend komppal Camdenből Gee's Bendbe utazhatnak.
Wilcox megye számos történelmi épülettel büszkélkedhet, amelyek közül sok  májusban bejárható a Pine Apple éves Front Porch Tour során. A Nemzeti Történelmi Helyek Nyilvántartásában szereplő számos történelmi ház megnyílik a nagyközönség számára ezen az eseményen, beleértve a Moore Akadémiát, amelyet 1883-ban alapított John Trotwood Moore szerző és történész . A nyilvántartásban szerepel a Snow Hill Institute is, amelyet afroamerikaiak magániskolájaként alapított William J. Edwards 1893-ban. A Camdenben található Black Belt Treasures egy non-profit gazdaságfejlesztési program, amely kiváló minőségű termékeket forgalmaz a Black Belt régióból. A látogatók olyan változatos tárgyakat tekinthetnek meg és vásárolhatnak, mint a műalkotások, kerámiák, famunkák, kosarak és ékszerek.